# Nicolò Antinori
Pour les articles homonymes, voir Antinori.
Nicolò Antinori (né le 23 novembre 1818 à Florence et mort le 20 novembre 1882 dans la même ville) est un homme politique italien.

## Biographie
Il a été député du royaume de Sardaigne durant la VIIe législature.
Il a été député du royaume d'Italie durant la VIIIe législature.